# Anala Mons
Anala Mons là một ngọn núi lửa trên Sao Kim. Nó được đặt tên theo Anala, một nữ thần sinh đẻ của Ấn Độ giáo. Đặc điểm này ban đầu được đặt tên là Anala Corona. Nó nằm trong một khu vực được gọi là tứ giác Sappho Patera nơi có thể tìm thấy nhiều đặc điểm núi lửa khác.